# Polygonlauf

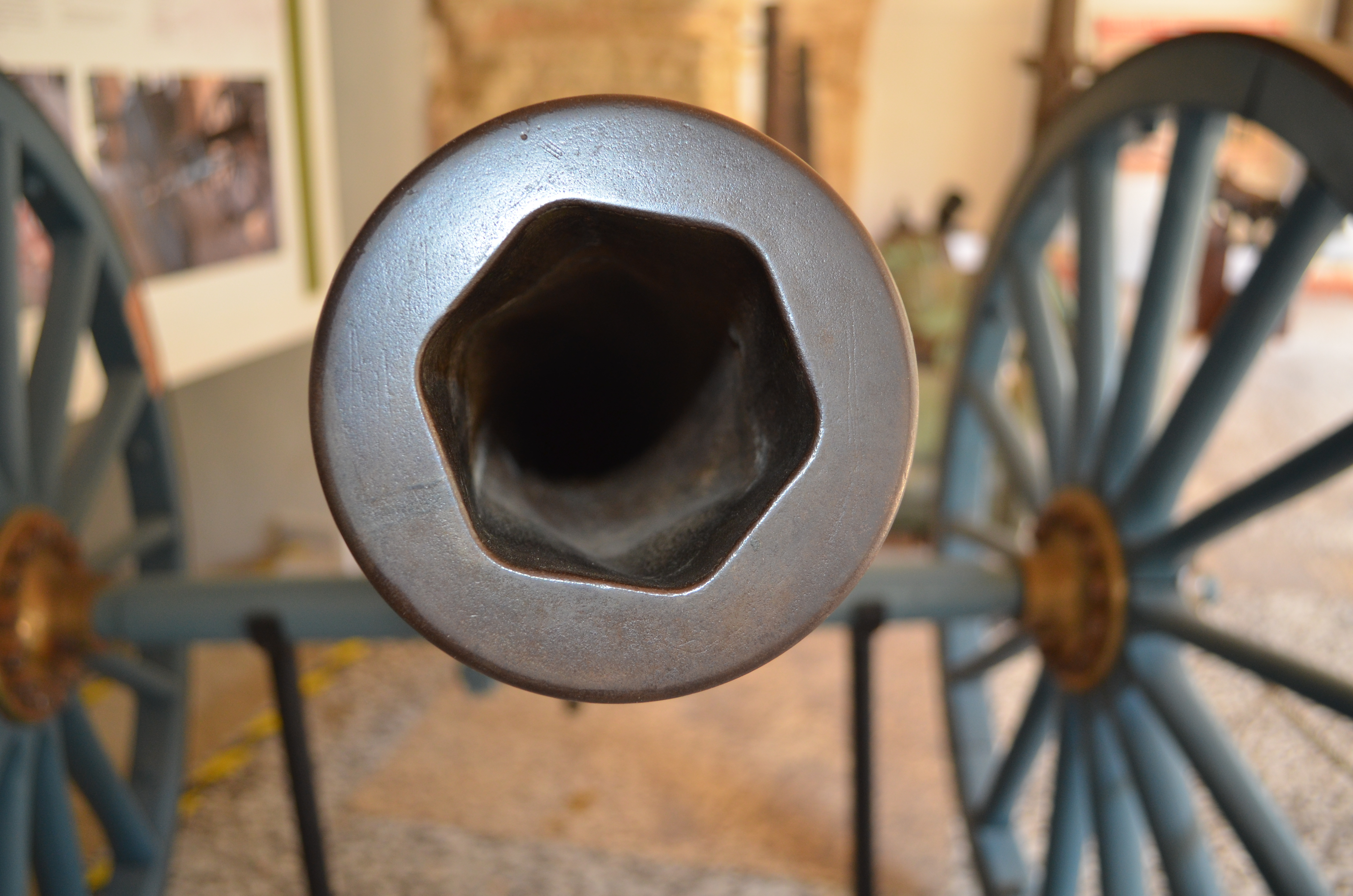
Mündung mit sechseckigem Whitworth-Profil

Ein Polygonlauf ist ein Schusswaffen-Lauf mit Polygonprofil. Das Prinzip des Polygonlaufes wurde bereits 1853 von dem Engländer Joseph Whitworth vorgeschlagen, von der britischen Armee aufgrund der Kosten abgelehnt, später im Amerikanischen Bürgerkrieg jedoch mit Erfolg von den Whitworth Sharpshooters eingesetzt.

## Merkmale

Vergleich von Glattrohr, konventionellen Zug-Feld-Profil und Polygonalprofil

Beim Blick durch einen Polygonlauf ist ein abgerundetes Vieleck (griechisch Polygon) zu erkennen (siehe Grafik rechts); es setzt sich wendelförmig durch den gesamten Lauf fort. Damit wird das durch den Lauf getriebene Projektil in eine Rotation um seine Längsachse versetzt und so dessen Flug stabilisiert. Ein Hexagonallauf oder Hexagonlauf hat innen sechs Flächen, die wendelförmig im Inneren des Laufes angeordnet sind.

Im Gegensatz dazu haben herkömmliche gezogene Läufe ein rundes Profil, der Drall wird durch wendelförmige Einkerbungen erreicht: sogenannte Felder und Züge.

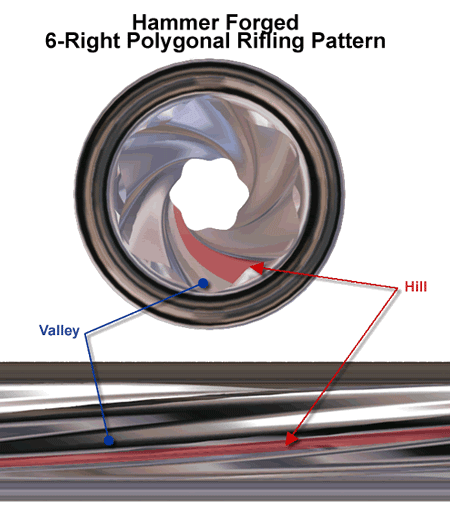
Hexagonlauf

Da das Geschoss in Polygonläufen einen größeren Anteil des Laufquerschnitts einnimmt, sind Gasverluste zwischen Geschoss und Lauf wesentlich geringer, was zu einer höheren Mündungsgeschwindigkeit führt. Zudem haben Polygonläufe einen geringeren Verschleiß und damit eine höhere Lebenserwartung und sind infolge der geringeren Kerbwirkung sprengsicherer. Auch sind sie leichter zu reinigen als Läufe mit Zügen und Feldern. Allerdings können Polygonläufe dem Geschoss weniger Rotationskräfte (Drall) übertragen als gezogene Läufe.
Am Geschoss selbst sind nach dem Passieren des Laufs keine Einkerbungen zu finden, sondern ein dem Laufinnern entsprechendes Polygonprofil. Die wenig charakteristische Verformung der Projektile macht forensische Untersuchungen und Zuordnungen zu bestimmten Waffen äußerst schwierig und meist unmöglich. Bei gezogenen Läufen weisen die Projektile dagegen Verformungen auf, die auf eine bestimmte Waffe schließen lassen, da die auf das Projektil einwirkenden Felder und Züge bei jeder Waffe unterschiedlich abgenutzt sind.
Polygonrohre werden aus runden Rohren durch Hämmern von außen hergestellt. Dadurch wird das Material härter und deshalb haben die Rohre eine höhere Festigkeit als spanend bearbeitete.

## Verwendung

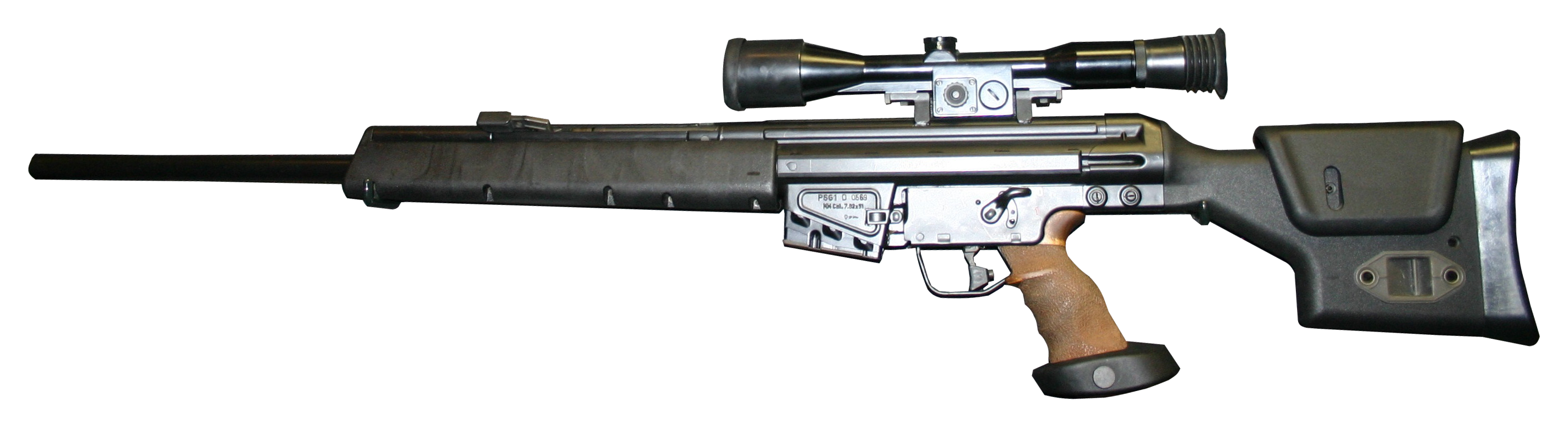
HK PSG1

Zunächst nur speziell für militärische Zwecke und Beanspruchungen entwickelt und eingesetzt, insbesondere in Maschinengewehren, gibt es Polygonläufe mittlerweile auch bei hochwertigen Faustfeuerwaffen (zum Beispiel von Heckler & Koch die HK-USP-Serie, außer HK P8, mit sechseckigem Lauf, die HK P9S, die Glock-Pistolen und die SIG Sauer P228) sowie bei Jagdwaffen (zum Beispiel Repetierer Heym SR 20 mit viereckigem Lauf von Heym AG, deutscher Jagdwaffenhersteller aus Thüringen). Da Polygonläufe dem Geschoss vergleichsweise wenig Drall übertragen, werden sie vorrangig für Handwaffen für Geschosse mit geringerem Trägheitsmoment und nicht für großkalibrige Rohrwaffen verwendet.

## Forensik / Ballistik
Die Zuordnung von Läufen/Waffen zu Projektilen, die aus einem Polygonallauf verschossen werden, ist im Rahmen einer ballistische Beweisführung von geringer Beweiskraft, vor allem wenn diese mit den üblichen Methoden, wie ABIS (Automated Ballistics Identification System) oder einem Vergleich unter dem Mikroskop durchgeführt werden. Im Rahmen einer Ausschreibung der US Army wurde für Glock-Pistolen ein neues Polygonales Profil (Glock Marksman Barrel, GMB) entwickelt, welches die Zuordenbarkeit erheblich verbessert.